# Paranatellonta

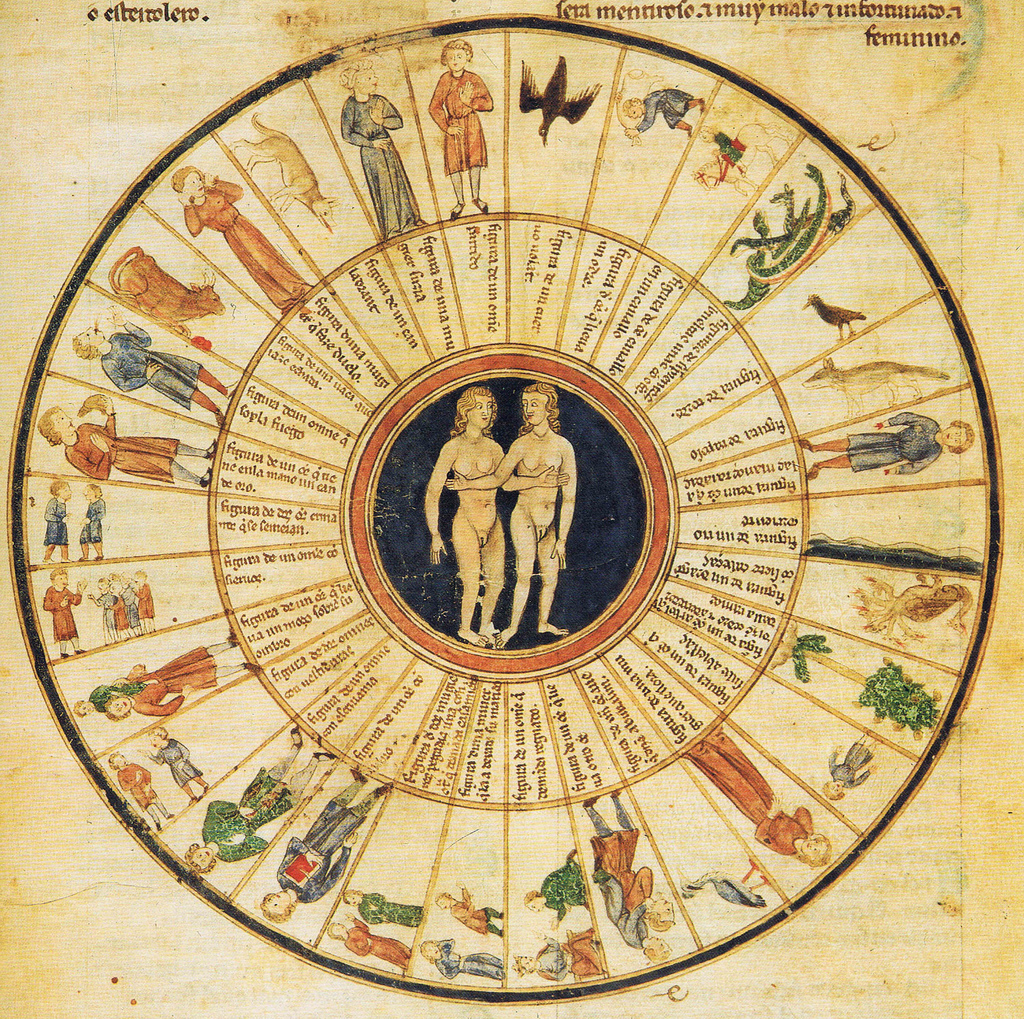
Paranatellonta der Zwillinge (aus einem mittelalterlichen spanischen Manuskript)

Paranatellonta (altgriechisch παρανατέλλοντα oder auch συνανατέλλοντα synanatellonta; gelegentlich auch mit deutschem Plural Paranatellonten; Singular Paranatellon) sind in der antiken Astrologie und Astronomie Sternbilder, Teile davon oder einzelne helle Sterne, die zugleich mit bestimmten Graden oder Dekanen der Ekliptik aufgehen beziehungsweise untergehen. Dabei werden beim heliakischen Aufgang (Morgenerst und Morgenletzt = erster bzw. letzter Tag des Aufgangs vor der Sonne) und beim akronychischen Untergang (Abenderst und Abendletzt = erster bzw. letzter Tag des Untergangs nach der Sonne) unterschieden. Bei den Zirkumpolarsternbildern wird nach oberer und unterer Kulmination unterschieden.
Die Paranatellonta dienten zur Bestimmung der Jahreszeiten – bekannt ist hier der heliakische Aufgang des Sirius, mit dem die alten Ägypter den Zeitpunkt für das Einsetzen der Nilflut bestimmten – und in der Astrologie zur Verfeinerung und Differenzierung von Horoskopen. Sie erscheinen zuerst bei Aratos und werden ausführlicher von Teukros von Babylon behandelt. Dessen Spekulationen folgen dann Marcus Manilius, Firmicus Maternus, Rhetorios und andere, welche die Paranatellonta teilweise zu Gestirngöttern personifizieren, woraus sich eine reiche, über die Illuminationen mittelalterlicher Handschriften bis ins 16. Jahrhundert wirkende Ikonografie entwickelt.